# Airtable

Logo

Airtable ist ein Cloud-Kollaborationsdienst mit Hauptsitz in San Francisco. Er wurde 2012 von Howie Liu, Andrew Ofstad und Emmett Nicholas gegründet.

## Beschreibung
Airtable ist ein Tabellenkalkulations-/Datenbank-Hybrid, mit den Funktionen einer Datenbank, aber angewendet auf eine Tabellenkalkulation. Die Felder in einer Airtable-Tabelle ähneln den Zellen in einer Tabellenkalkulation, haben aber Typen wie „Checkbox“, „Telefonnummer“ und „Dropdown-Liste“ und können auf Dateianhänge wie Bilder verweisen.
Benutzer können eine Datenbank erstellen, Spaltentypen einrichten, Datensätze hinzufügen, Tabellen miteinander verknüpfen, zusammenarbeiten, Datensätze sortieren und Ansichten auf externen Websites veröffentlichen.

## Marktstellung
Airtable wird von über 200.000 Unternehmen benutzt, darunter: Netflix, Expedia und Shopify.
Airtable hat bisher 355 Millionen US-Dollar eingesammelt und ist ca. 11 Milliarden US-Dollar wert. Zu den Investoren gehören: D1 Capital Partners, Coatue Management, Thrive Capital sowie Ashton Kutcher.